# Логовський (Калманський район)
Логовськи́й (рос. Логовской) — селище у складі Калманського району Алтайського краю, Росія. Входить до складу Кубанської сільської ради.

## Населення
Населення — 168 осіб (2010; 189 у 2002).
Національний склад (станом на 2002 рік):
- росіяни — 85 %